# دیو تامسون (بازیکن فوتبال)
دیو تامسون (انگلیسی: Dave Thompson؛ زادهٔ ۱۲ مارس ۱۹۴۵) بازیکن فوتبال اهل بریتانیا است.
از باشگاه‌هایی که در آن بازی کرده‌است می‌توان به باشگاه فوتبال ولورهمپتون واندررز، باشگاه فوتبال چسترفیلد، باشگاه فوتبال منزفیلد تاون، و باشگاه فوتبال ساوت‌همپتون اشاره کرد.